# Siège de Madras
Guerre de Sept Ans
Batailles
- Chandernagor (1757)
- Plassey (1757)
- Gondelour (1758)
- Négapatam (navale) (1758)
- Condore (1758)
- Madras (1758)
- Pondichéry (navale) (1759)
- Masulipatam (1759)
- Chinsurah (1759)
- Wandiwash (1760)
- Pondichéry (1760-1761)

Le siège de Madras désigne le siège de la ville de Madras en Inde entre décembre 1758 et février 1759, par les troupes françaises. 
La ville défendue par les troupes du Royaume-Uni a réussi à tenir. 
Les Britanniques ont tiré 26 554 obus et 200 000 cartouches lors de la bataille. 
Le revers des Français aura un impact décisif sur la bataille de Wandiwash.